# My City
My City — настільна гра в жанрі розкладання плиток, створена німецьким автором настільних ігор Райнером Кніцією. Гра вийшла 2020 року у видавництві Kosmos Spiele. Це legacy-гра, тобто гра, яка змінюється та розвивається протягом декількох раундів. У грі гравці будують власні міста з різних частин будівель, прагнучи набрати якнайбільше переможних очок.

## Склад гри
My City є legacy-грою, в якій гравці будують свої міста на власних ігрових полях за допомогою набору плиток і намагаються набрати якомога більше очок. Гра триває 24 раунди, які поділені на 8 епох по 3 раунди. Кожен раунд є окремою грою тривалістю 30–90 хвилин. У кожній епосі додаються нові правила та опції, а наприкінці кожного раунду ігрові матеріали змінюються відповідно до результатів. Наступний раунд розігрується з оновленими матеріалами. Крім того, на зворотному боці ігрових полів є стабільна версія гри без legacy-ефектів.
Ігровий комплект включає:
- чотири двосторонні ігрові поля, однакові для всіх гравців на початку першого раунду;
- 96 плиток у чотирьох наборах по 8 будівель трьох кольорів (жовті житлові будівлі, червоні громадські будівлі та сині комерційні будівлі);
- чотири маркери підрахунку;
- 24 жетони для підрахунку очок;
- 8 конвертів із додатковими матеріалами, які додаються поступово.

## Ігровий процес
На початку кожного раунду кожен гравець отримує ігрове поле та маркер підрахунку, який ставить на цифру 10 на шкалі очок. Ігрове поле позначене символом тварини, і кожен гравець отримує набір з 24 плиток будівель, що відповідає цьому символу. Будівлі викладаються поруч з полем відкрито. 24 будівельні карти, що показують доступні будівлі, перемішуються та викладаються стопкою сорочкою догори.
На початку кожного раунду зачитуються нові правила та роздаються додаткові матеріали відповідно до інструкцій у конвертах. Кожна епоха включає 3 гри:
- Епоха 1: Нові землі (Ігри 1–3)
- Епоха 2: Церкви (Ігри 4–6)
- Епоха 3: Повінь (Ігри 7–9)
- Епоха 4: Золота лихоманка (Ігри 10–12)
- Епоха 5: Фабрики (Ігри 13–15)
- Епоха 6: Гірнича справа (Ігри 16–18)
- Епоха 7: Залізниця (Ігри 19–21)
- Епоха 8: Добробут (Ігри 22–24)

Кожна гра триває декілька раундів. У кожному раунді гравці по черзі відкривають карту будівництва та одночасно кладуть відповідну плитку будівлі на своє ігрове поле. Будівлі можна розміщувати лише на луках, заборонено будувати на лісових чи гірських ділянках. Підрахунок очок враховує дерева (додаткові очки) та камені (мінус очки). Річка на полі не може бути забудована, але будівлі повинні прилягати до річки. Після розміщення плитка не може бути переміщена чи перекрита іншою.
Гравці можуть пасувати, втрачаючи одне очко, або завершити раунд у будь-який момент без втрати очок. Гра завершується, коли всі будівельні карти розіграно або всі гравці завершили гру.

## Випуск та відгуки
My City була розроблена Райнером Кніцією та видана у 2020 році видавництвом Kosmos Spiele у німецькій та англійській версіях, а також IELLO у французькій версії.
Гра була номінована на нагороду «Spiel des Jahres 2020», але перемогу здобула гра Ілюстрації. У 2022 році з'явилася версія гри з використанням кубиків під назвою «My City: Roll & Write».